# نقيع الزبيب
نقيع الزبيب هو مشروب يمني بارد يحتوي على الزبيب.
يحتوي الزبيب على مستويات عالية من فيتامين سي ومضادات الأكسدة الأخرى، وهي مصادر مهمة للفوسفور والبوتاسيوم والكالسيوم والمغنيسيوم والحديد والنحاس، وتساعد على منع تسوس الأسنان. لتحضير النقيع، يُغسل الزبيب جيدًا، ويُغطى بالماء الساخن، ثم يُترك لينقع لمدة ثلاث ساعات قبل الضغط عليه من خلال غربال لاستخراج العصير. تنصح الوصفات الأخرى بغلي الزبيب و/أو نقع الزبيب في الثلاجة طوال الليل قبل عصر العصير. أحيانًا يتم غلي الزبيب مرة ثانية بعد النقع طوال الليل.